# Sokołów Małopolski
Sokołów Małopolski è un comune urbano-rurale polacco del distretto di Rzeszów, nel voivodato della Precarpazia.
Ricopre una superficie di 134,04 km² e nel 2004 contava 16 446 abitanti.